# Шлях корабля
«Шлях корабля» (рос. «Путь корабля») — білоруський радянський художній фільм 1935 року режисера Юрія Тарича.

## Сюжет
Радянський пароплав «Альбанов», зіткнувшись з підводною скелею, зазнає аварії в Північному морі. Пасажири і команда на шлюпках направляються до прибережних скелях і знаходять тимчасовий притулок. Отримавши сигнал про аварію, загін водолазів-рятувальників починає роботи з підйому «Альбанова»...

## У ролях
- Віктор Яблонський
- Микола Прозоровський
- Іван Чувелев
- Георгій Ковров
- Роза Свердлова
- Галина Кравченко
- Віктор Захаров

## Творча група
- Сценарій: Іван Соколов-Микитов
- Режисер: Юрій Тарич
- Оператор: Аркадій Кольцатий
- Композитор: Ісак Дунаєвський